# پایگاه هوایی پریبیتکی
 پایگاه هوایی پریبیتکی (به انگلیسی: Pribytki) یک فرودگاه نظامی است که یک باند فرود بتن دارد و طول باند آن ۳۰۰۰ متر است. این فرودگاه در شهر گومل کشور بلاروس قرار دارد و در ارتفاع ۱۳۹ متری از سطح دریا واقع شده است.